# Uranotaenia benoiti
Uranotaenia benoiti är en tvåvingeart som beskrevs av Wolfs 1964. Uranotaenia benoiti ingår i släktet Uranotaenia och familjen stickmyggor.
Artens utbredningsområde är Kongo. Inga underarter finns listade i Catalogue of Life.